# Wölf
Wölf ist ein Ortsteil der Marktgemeinde Eiterfeld im osthessischen Landkreis Fulda.

## Geographische Lage
Wölf befindet sich nördlich des Hauptortes in der Rhön, am südlichen Ufer des kleinen Bachs Wölf. Benachbarte Orte sind im Uhrzeigersinn Erdmannrode, Landershausen, Unterweisenborn, Oberweisenborn, der Hauptort Eiterfeld, Reckrod, Buchenau und Mengers.

## Geschichte
Die älteste bekannte schriftliche Nennung des Ortes Wölf erfolgte im Jahr 1003 in einer Urkunde des Reichsklosters Hersfeld unter dem Namen Wilphaha.

### Gebietsreform
Zum regionalen Abschluss der Gebietsreform in Hessen verloren letzte kleine selbständige Gemeinden wie Wölf kraft Landesgesetzes ihre Eigenständigkeit. So wurden mit Wirkung vom 1. August 1972 die Gemeinden Buchenau, Leimbach, Mengers, Ufhausen und Wölf in die Gemeinde Eiterfeld im Landkreis Hünfeld eingegliedert, der zugleich mit dem Landkreis Fulda zu einem Landkreis mit dem Namen Landkreis Fulda zusammengeschlossen wurde. In ihm wurde die vorher kreisfreie Stadt Fulda zur Kreisstadt.
Für alle ehemals eigenständigen Gemeinden von Eiterfeld wurde ein Ortsbezirk mit Ortsbeirat und Ortsvorsteher nach der Hessischen Gemeindeordnung gebildet.

### Bevölkerung
Einwohnerentwicklung
- 1812: 31 Feuerstellen, 320 Seelen[1]

| Wölf: Einwohnerzahlen von 1812 bis 2015 | Wölf: Einwohnerzahlen von 1812 bis 2015 | Wölf: Einwohnerzahlen von 1812 bis 2015 | Wölf: Einwohnerzahlen von 1812 bis 2015 | Wölf: Einwohnerzahlen von 1812 bis 2015 |
| --- | --------------------------------------- | --------------------------------------- | --------------------------------------- | --------------------------------------- |
| Jahr |                                         |                                         |                                         | Einwohner                               |
| 1812 | 1812                                    |                                         | 320                                     | 320                                     |
| 1834 | 1834                                    |                                         | 276                                     | 276                                     |
| 1840 | 1840                                    |                                         | 288                                     | 288                                     |
| 1846 | 1846                                    |                                         | 273                                     | 273                                     |
| 1852 | 1852                                    |                                         | 262                                     | 262                                     |
| 1858 | 1858                                    |                                         | 247                                     | 247                                     |
| 1864 | 1864                                    |                                         | 258                                     | 258                                     |
| 1871 | 1871                                    |                                         | 228                                     | 228                                     |
| 1875 | 1875                                    |                                         | 247                                     | 247                                     |
| 1885 | 1885                                    |                                         | 251                                     | 251                                     |
| 1895 | 1895                                    |                                         | 225                                     | 225                                     |
| 1905 | 1905                                    |                                         | 236                                     | 236                                     |
| 1910 | 1910                                    |                                         | 230                                     | 230                                     |
| 1925 | 1925                                    |                                         | 232                                     | 232                                     |
| 1939 | 1939                                    |                                         | 224                                     | 224                                     |
| 1946 | 1946                                    |                                         | 369                                     | 369                                     |
| 1950 | 1950                                    |                                         | 338                                     | 338                                     |
| 1956 | 1956                                    |                                         | 268                                     | 268                                     |
| 1961 | 1961                                    |                                         | 246                                     | 246                                     |
| 1967 | 1967                                    |                                         | 247                                     | 247                                     |
| 1970 | 1970                                    |                                         | 263                                     | 263                                     |
| 1980 | 1980                                    |                                         | ?                                       | ?                                       |
| 1990 | 1990                                    |                                         | ?                                       | ?                                       |
| 2000 | 2000                                    |                                         | 263                                     | 263                                     |
| 2005 | 2005                                    |                                         | 267                                     | 267                                     |
| 2010 | 2010                                    |                                         | 260                                     | 260                                     |
| 2011 | 2011                                    |                                         | 225                                     | 225                                     |
| 2015 | 2015                                    |                                         | 246                                     | 246                                     |
| Datenquelle: Historisches Gemeindeverzeichnis für Hessen: Die Bevölkerung der Gemeinden 1834 bis 1967. Wiesbaden: Hessisches Statistisches Landesamt, 1968. Weitere Quellen: ; Gemeinde Eiterfeld; Zensus 2011 |                                         |                                         |                                         |                                         |

Religionszugehörigkeit
 Quelle: Historisches Ortslexikon
| • 1885: | zwei evangelische (= 0,80 %), 249 katholische (= 99,20 %) Einwohner |
| • 1961: | 18 evangelische (= 7,32 %), 226 katholische (= 91,78 %) Einwohner   |

## Verkehr und Infrastruktur
- Wölf ist durch die Kreisstraßen 154 und 156 an das öffentliche Straßenverkehrsnetz angebunden.
- In Wölf gibt es eine katholische Kirche.